# Loasa volubilis
Loasa volubilis là một loài thực vật có hoa trong họ Loasaceae. Loài này được Juss. mô tả khoa học đầu tiên năm 1804.